# 红毛野海棠
红毛野海棠（学名：Bredia tuberculata）为野牡丹科野海棠属下的一个种。

## 扩展阅读
- 維基物種上的相關：红毛野海棠